# Palaemonetes
Genre
Palaemonetes est un genre de crevettes (non accepté par Catalogue of Life, ITIS, NCBI et WoRMS qui intègrent ses espèces au genre Palaemon).

## Liste d'espèces
Selon ITIS (21 janvier 2021) :
- Palaemonetes antrorum J. E. Benedict, 1896
- Palaemonetes cummingi Chace, 1954
- Palaemonetes hiltoni Schmitt, 1921
- Palaemonetes intermedius Holthuis, 1949
- Palaemonetes kadiakensis M. J. Rathbun, 1902
- Palaemonetes octaviae Chase, 1972
- Palaemonetes paludosus (Gibbes, 1850)
- Palaemonetes pugio Holthuis, 1949 - non valide : actuellement Palaemon pugio (Holthuis, 1949)
- Palaemonetes sinensis (Sollaud, 1911)
- Palaemonetes texanus Strenth, 1976
- Palaemonetes tonkinensis (Sollaud, 1914)
- Palaemonetes varians (Leach, 1814)
- Palaemonetes vulgaris (Say, 1818)

Selon Fauna Europaea (17 décembre 2022) :
- Palaemonetes antennarius
- Palaemonetes zariquieyi